# Río Midouze
El Midouze es un río en el suroeste de Francia y un afluente derecho del Adur. Su curso está enteramente inscrito dentro del departamento de las Landas. La red hidrográfica de los afluentes del Midouze es un lugar Natura 2000 (SIC/pSIC).

## Geografía
El Midouze se forma a partir de la confluencia de dos ríos, el Midou (o Midour) y el Douze, cuyo cruce está en Mont-de-Marsan. El Midou y el Douze tienen su origen en el departamento de Gers. El Midouze desemboca en el Adur en Hourquet, poco después de Tartas, entre los dos lugares llamados Remoulin y Lataste, situados entre los tres municipios de Vicq-d'Auribat, Audon y Bégaar.
Las aguas arenosas (color café con leche) del Douze (al norte) y las aguas arcillosas (por lo tanto, más oscuras) del Midou (al sur) se mezclan en la confluencia para formar el Midouze. Este río se hace navegable y continúa su curso hacia el Adur. El centro histórico de Mont-de-Marsan está delimitado y protegido por estos «tres ríos».
El Midouze propiamente dicho tiene una longitud de 43 km entre Mont-de-Marsan y su desembocadura. Esto corresponde a una longitud de 151,7 km  desde la fuente del Midou.

## Departamentos y ciudades atravesadas
- Landas: Mont-de-Marsan, Tartas.

## Principales afluentes
Recorrido de más de 10 km  de aguas arriba a aguas abajo:
- (I) el río Petit Midour, procedente de Gazax-et-Baccarisse;
- el arroyo de Saint-Aubin;
- (I) el arroyo Izaute;
- el arroyo Estang;
- (I) el arroyo de Gaube;
- (I) el arroyo Lusson;
- (D) el arroyo Moulin de Pouydesseaux, procedente de Pouydesseaux;
- el arroyo Ludon;
- el río los doce;
- (D) el arroyo Estrigon, procedente del Sen, en las Landas Albret;
- (D) el arroyo Geloux, procedente de Garein;
- (I) el arroyo Batanès, procedente de Campagne;
- (D) el Bez, procedente de Morcenx, en Brassenx;
- (D) el Arretjoû o Retjons, procedente de Rion-des-Landes.

## Historia

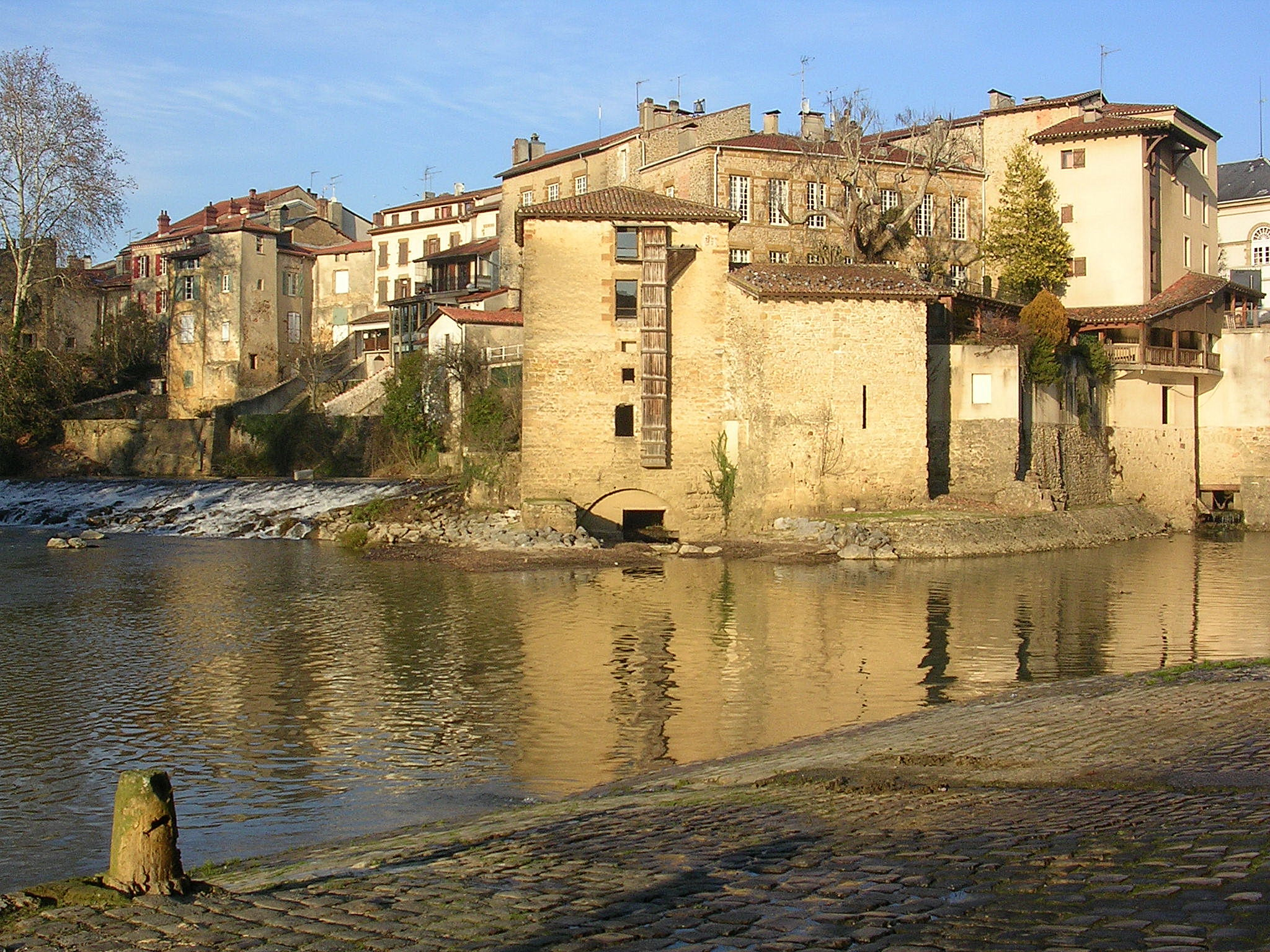
Nacimiento de Midouze, en la confluencia de Douze y Midou. Antiguo molino harinero, vista desde las orillas del antiguo puerto de Mont-de-Marsan.

La Midouze no tuvo nombre propio hasta principios del siglo XIX, período durante el cual se le considera como la simple prolongación del Douze, nombre dado entonces al río desde su nacimiento hasta su confluencia con el Adur.
El transporte fluvial en chalupas sobre el Midouze desde el puerto de Mont-de-Marsan hasta el de Tartas, también sobre el Midouze, floreció hasta principios del siglo XX. Después de la confluencia con el Adur, el tráfico fluvial continuó hacia el puerto de Dax y el puerto de Bayona. El puerto de Mont-de-Marsan cesó su actividad en 1903, reemplazado por el transporte ferroviario y por carretera.

## Arquitectura
El antiguo molino harinero de Mont-de-Marsan se sitúa en la confluencia del Douze y el Midou, al comienzo del curso del Midouze. Aguas abajo, se encuentran respectivamente:
- en la orilla izquierda: el lavadero de abrevadero semicircular, fechado en 1870. El abrevadero se utilizó originalmente para animales de tiro que transportaban mercancías al puerto o remolcaban chalupas por el curso del río.
- en el lado derecho: la rotonda de Vignotte, erigida en 1812, y la villa Mirasol, construida cien años después, en 1912.

El Pont des Droits-de-l'Homme es la primera estructura de ingeniería cruzada por el Midouze que atraviesa Mont-de-Marsan durante un recorrido de 4,6 km.

## Literatura
En 1549, Pierre de Ronsard visitó a Margarita de Angulema, con quien mantuvo una relación amistosa y que por entonces residía en Mont-de-Marsan. En esa ocasión, escribió los siguientes versos dedicados a los Midouze:
"Una vez ellos, la vía del río
que se elevó por sí tan suavemente
que escucho su amorosa voz»

## Instalaciones y protección

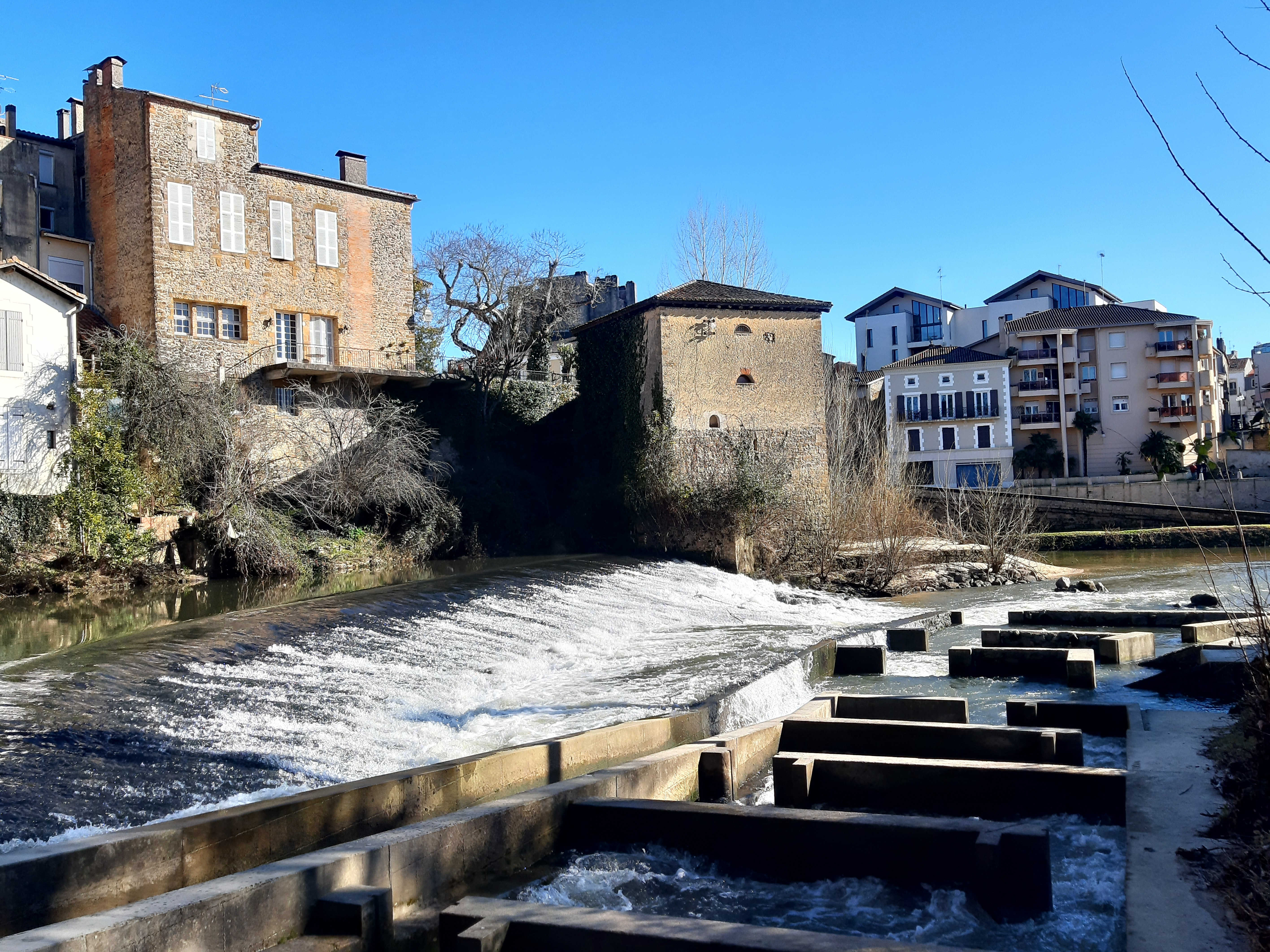
Escalera para peces en Mont-de-Marsan que permite a las especies migratorias que han ascendido el curso del Midouze cruzar las cataratas del Douze

Las orillas del Midouze son un lugar protegido bajo la red Natura 2000. Están reformadas a principios del siglo XXI como sitio del Parque Natural Urbano de Marsan, mediante la reutilización de materiales locales (caliza conchífera) en torno al antiguo recinto portuario, del que aún quedan las gradas y los caminos de sirga. Las plantas son especies endémicas adaptadas a las inundaciones.
Una escalera para peces permite que las especies migratorias (anguila europea, lamprea marina, lucio) crucen el umbral del Douze. En el Douze y el Midouze también se han colocado instalaciones deportivas, como una zona de aterrizaje y un tobogán para el paso de canoas y kayaks.
Entre las especies de plantas protegidas se encuentra el capilar de Montpellier (o capilar de cabello de Venus), un helecho perenne que crece a lo largo de paredes húmedas y sombreadas. Las especies animales presentes en el lugar incluyen el jilguero europeo, el zorzal común, el cormorán grande y la lagartija.
El Parque Natural Urbano de Marsan también incluye:
- en Bostens: airial Larousse y su granja tradicional de las Landas
- en Bougue: murallas medievales de Castets
- en Gaillères: sitio Massy con un estanque de pesca y un sendero botánico
- en Laglorieuse: humedal desarrollado

## Galería

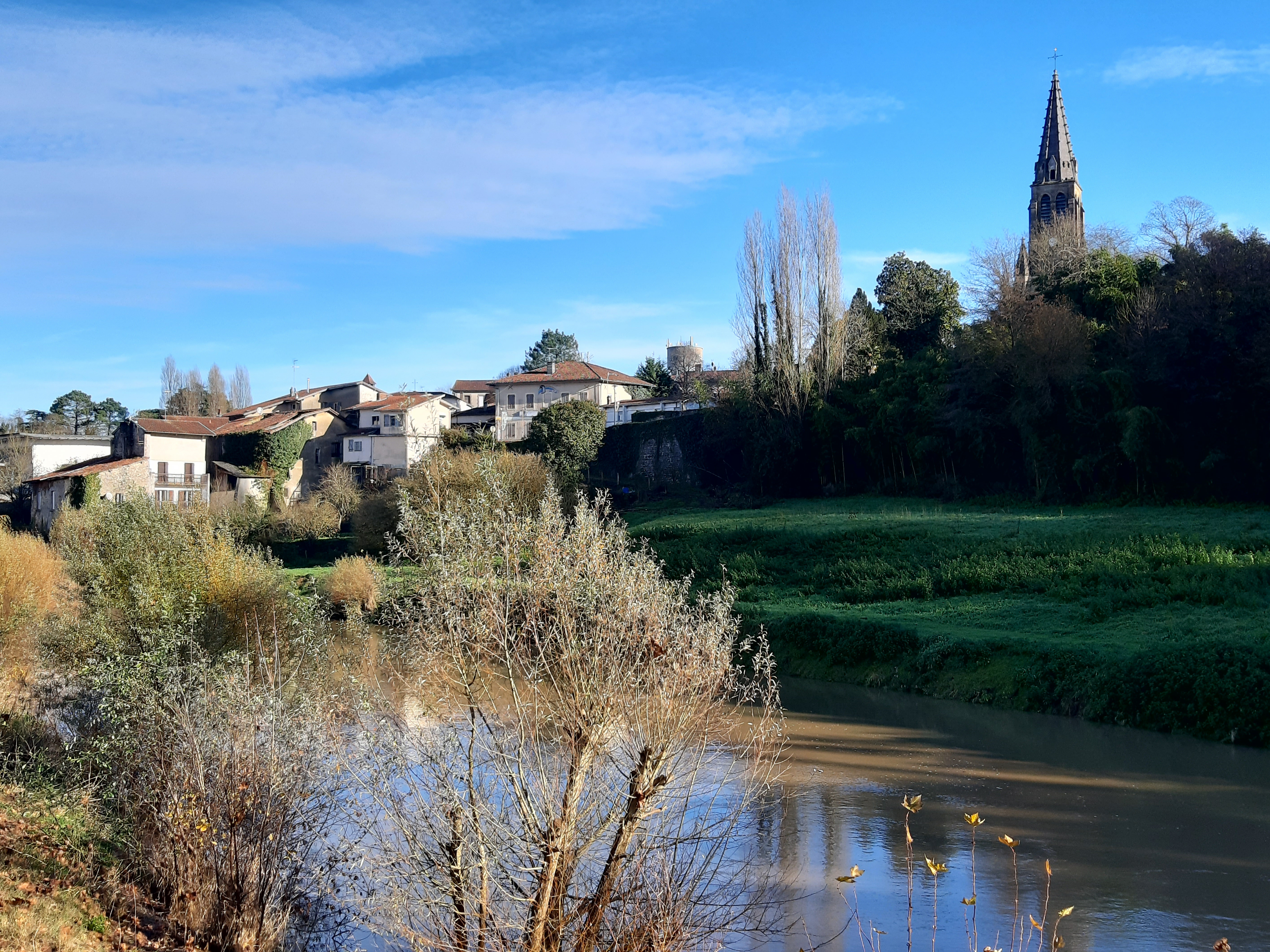
El Midouze a su paso por Roquefort (Landas)
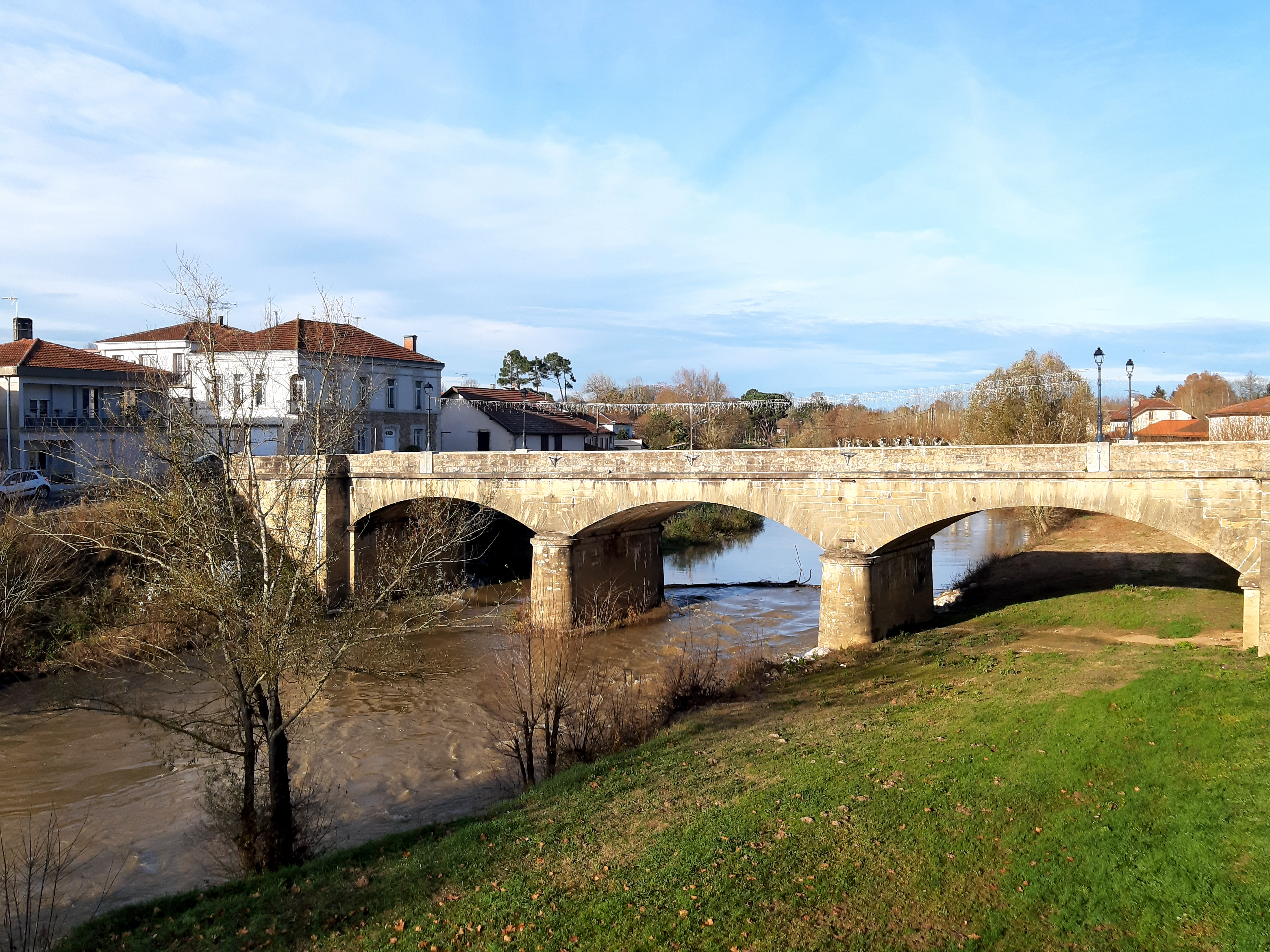
Pont jumeaux Navarre (Tartas) sobre el Midouze